# Win Vi
Win Vi es un editor basado en vi para windows, es compatible con vi y con el formato de texto de unix, pero a su vez es compatible con notepad, este editor tiene algunas mejoras frente a vi como la edición de archivos binarios, una interfaz gráfica con menús, soporte para diferentes idiomas y poder elegir el fondo. El programa se encuentra en la versión 3.00, ya tiene bastantes características pero todavía le faltan algunas como macros, y división automática de líneas. Este programa está liberado bajo la licencia GPL.